# The Mammoth Book of Best New Horror: Volume Nineteen
The Mammoth Book of Best New Horror: Volume Nineteen är den nittonde volymen i antologiserien med samma namn. Den publicerades 2008 på det brittiska bokförlaget Robinson och i USA på Running Press.
Samlingen som helhet vann British Fantasy Award 2009.

## Innehåll
- "Introduction: Horror in 2007" av Stephen Jones
- "The Things He Said" av Michael Marshall Smith
- "The Chuch on the Island" av Simon Kurt Unsworth
- "The Twilight Express" av Christopher Fowler
- "Peep" av Ramsey Campbell
- "From Around Here" av Tim Pratt
- "Pumpkin Night" av Gary McMahon
- "The Other Village" av Simon Strantzas
- "13 O'Clock" av Mike O'Driscoll
- "Still Water" av Joel Lane
- "Thumbprint" av Joe Hill
- "Lancashire" av Nicholas Royle
- "The Admiral's House" av Marc Lecard
- "Man, You Gotta See This!" av Tony Richards
- "The Fisherman" av David Sutton
- "The Children of Monte Rosa" av Reggie Oliver
- "The Witch's Headstone" av Neil Gaiman (Locuspriset 2008)[2]
- "Calico Black, Calico Blue" av Joel Knight
- "This Rich Evil Sound" av Steven Erikson
- "Miss Ill-Kept Runt" av Glen Hirshberg
- "Deadman's Road" av Joe R. Lansdale
- "A Gentleman from Mexico" av Mark Samuels
- "Loss" av Tom Piccirilli
- "Behind the Clouds: In Front of the Sun" av Christopher Harman
- "The Ape's Wife" av Caitlín R. Kiernan
- "Tight Wrappers" av Conrad Williams
- "Cold Snap" av Kim Newman
- "Necrology: 2007" av Stephen Jones och Kim Newman